# Улица Чкалова (Толстопальцево)
Улица Чкалова — улица в Западном административном округе Москвы, в посёлке Толстопальцево.

## Происхождение названия
Улица названа в 1985 году в честь лётчика-испытателя Героя Советского Союза В. П. Чкалова (1904—1938).

## География
Улица располагается в посёлке Толстопальцево. Проходит от улицы Ворошилова до ручья Алёшина.